# Stare Budy (powiat wyszkowski)
Stare Budy – wieś w Polsce położona w województwie mazowieckim, w powiecie wyszkowskim, w gminie Brańszczyk. Ma status sołectwa.
Dawniej Budy Stare.
| SIMC    | Nazwa       | Rodzaj    |
| ------- | ----------- | --------- |
| 0506857 | Budy-Baraki | część wsi |

Wierni kościoła rzymskokatolickiego należą do parafii św. Jana Chrzciciela w Brańszczyku.

## Historia
W latach 1921–1931 wieś leżała w województwie białostockim, w powiecie ostrołęckim, w gminie Brańszczyk.
Według Powszechnego Spisu Ludności z 1921 roku wieś zamieszkiwało 269 osób, 266 było wyznania rzymskokatolickiego a 3 mojżeszowego. Jednocześnie wszyscy mieszkańcy zadeklarowali polską przynależność narodową. Było tu 49 budynków mieszkalnych. Miejscowość należała do parafii rzymskokatolickiej w Brańszczyku. Podlegała pod Sąd Grodzki w Ostrowie i Okręgowy w Łomży; właściwy urząd pocztowy mieścił się w Brańszczyku.
W wyniku agresji III Rzeszy na Polskę we wrześniu 1939 wieś znalazła się pod okupacją niemiecką i do wyzwolenia weszła w skład dystryktu warszawskiego Generalnego Gubernatorstwa.
W latach 1975–1998 miejscowość należała administracyjnie do województwa ostrołęckiego.
Na dzień 31 grudnia 2013 roku sołectwo liczyło 188 mieszkańców zameldowanych na pobyt stały.